# مریل مک‌پیک
مریل مک‌پیک (انگلیسی: Merrill McPeak؛ زادهٔ ۹ ژانویهٔ ۱۹۳۶) ژنرال بازنشسه نیروی هوایی ایالات متحده آمریکا است، که در فاصله سال‌های ۱۹۹۰ تا ۱۹۹۴ به‌عنوان چهاردهمین رئیس ستاد نیروی هوایی فعالیت می‌کرد و از ژوئیه تا اوت ۱۹۹۳ سرپرست وزارت نیروی هوایی ایالات متحده آمریکا بود.
مک‌پیک فعالیت نظامی را از سال ۱۹۵۷ در نیروی هوایی آمریکا آغاز کرد و پس از فارغ‌التحصیلی فعالیت به‌عنوان خلبان جنگنده اف-۴ را ادامه داد و در مجموع در ۲۶۹ عملیات جنگی حضور داشت. وی از ۱۹۸۰ تا ۱۹۸۱ فرماندهی بال ۲۰ جنگنده تاکتیکی را برعهده داشت و از ۱۹۸۱ تا ۱۹۸۲ رئیس ستاد نیروهای هوایی ایالات متحده آمریکا در اروپا و آفریقا بود. 
او از ۱۹۸۲ تا ۱۹۸۵ به‌عنوان معاون طرح‌های فرماندهی هوایی تاکتیکی فعالیت می‌کرد، از ۱۹۸۵ تا ۱۹۸۷ معاون طرح‌ها و منابع نیروی هوایی آمریکا بود، از ۱۹۸۷ تا ۱۹۸۸ به‌عنوان فرمانده نیروی هوایی دوازدهم فعالیت می‌کرد، از ۱۹۸۸ تا ۱۹۸۹ فرماندهی جنوبی ایالات متحده آمریکا را برعهده داشت و از ۱۹۸۹ تا ۱۹۹۰ فرمانده نیروهای هوایی اقیانوس آرام بود.